# Incidente del Douglas DC-6 dell'ONU del 1961
L'incidente del Douglas DC-6 dell'ONU si è verificato il 18 settembre 1961 nella Rhodesia settentrionale. L'incidente aereo ha provocato la morte di tutte le persone a bordo, incluso Dag Hammarskjöld, il secondo Segretario generale delle Nazioni Unite e altre 15 persone.
Tre inchieste ufficiali non sono riuscite a determinare in modo definitivo la causa dell'incidente, che ha innescato una crisi di successione alle Nazioni Unite.

## Incidente
Nel settembre 1961, durante la crisi del Congo, Hammarskjöld venne a conoscenza di scontri tra le forze ONU "non combattenti" e le truppe katangesi di Moise Tshombe. Il 18 settembre 1961 Hammarskjöld era in rotta per negoziare un cessate il fuoco quando l'aereo su cui stava volando si schiantò nei pressi di Ndola, Rhodesia settentrionale (attuale Zambia). Hammarskjöld e altri quindici uomini morirono nello schianto. Lo schianto innescò una crisi di successione alle Nazioni Unite, poiché la morte di Hammarskjöld richiese al Consiglio di sicurezza di votare un successore.

## Aereo ed equipaggio

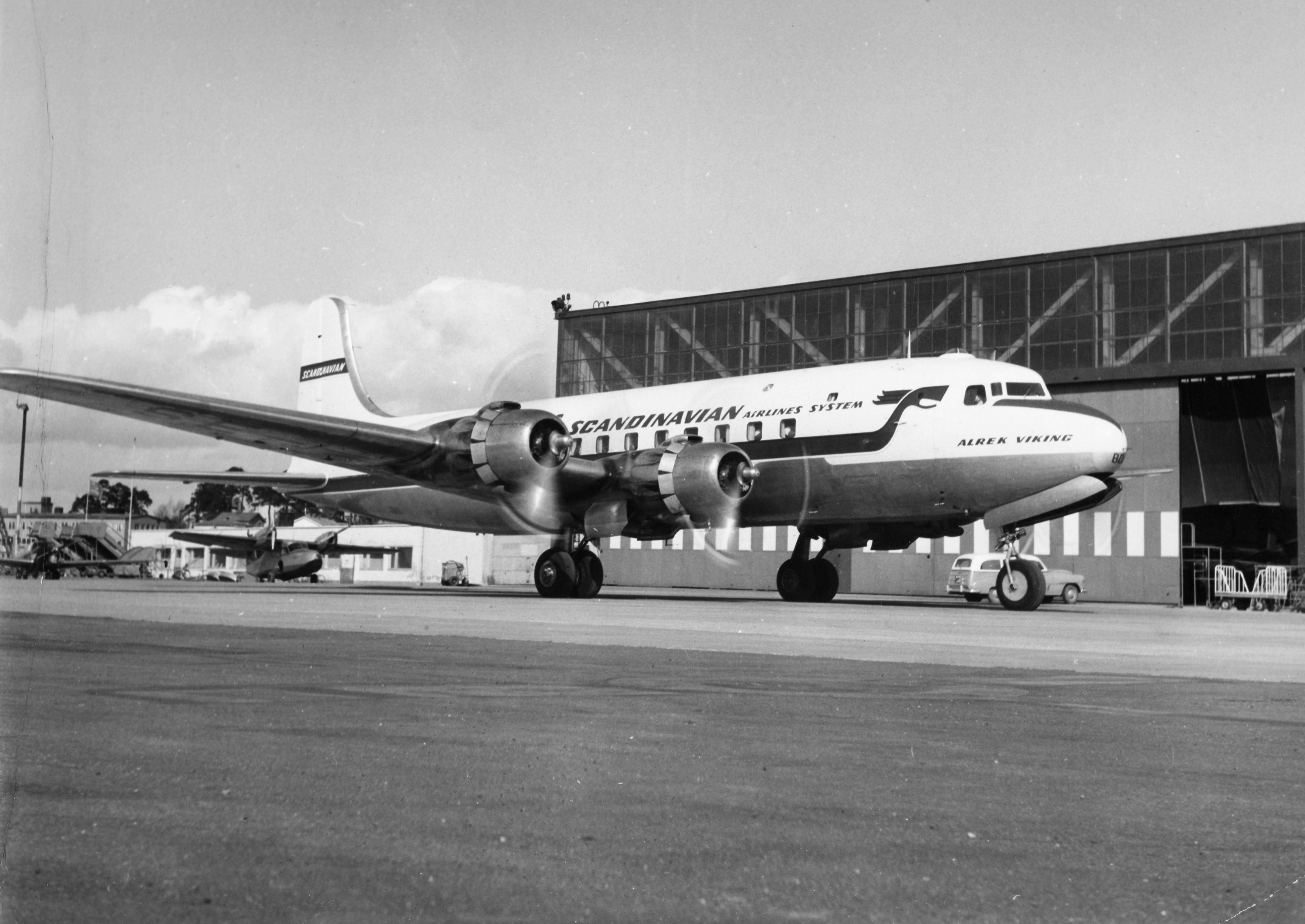
DC-6 svedese, simile all'aereo dell'incidente, negli anni '60

L'aereo coinvolto in questo incidente era un Douglas DC-6B, registrato in Svezia come SE-BDY, volato per la prima volta nel 1952 e alimentato da quattro motori a pistoni radiali Pratt & Whitney R-2800, a 18 cilindri. Era pilotato dal comandante Per Hallonquist (35); dal copilota era Lars Litton (29) e dall'ingegnere di volo Nils Goran Wilhelmsson.

## Rapporto speciale delle Nazioni Unite
Un rapporto speciale pubblicato dalle Nazioni Unite in seguito allo schianto dichiarò che un lampo luminoso nel cielo fu visto intorno all'una. Secondo il rapporto speciale redatto dalle Nazioni Unite, furono queste informazioni a determinare l'avvio delle operazioni di ricerca e soccorso. Le prime indicazioni che l'evento potrebbe non essere stato un incidente portarono a molteplici inchieste ufficiali e persistenti speculazioni sul fatto che il segretario generale fosse stato assassinato.

## Inchiesta ufficiale

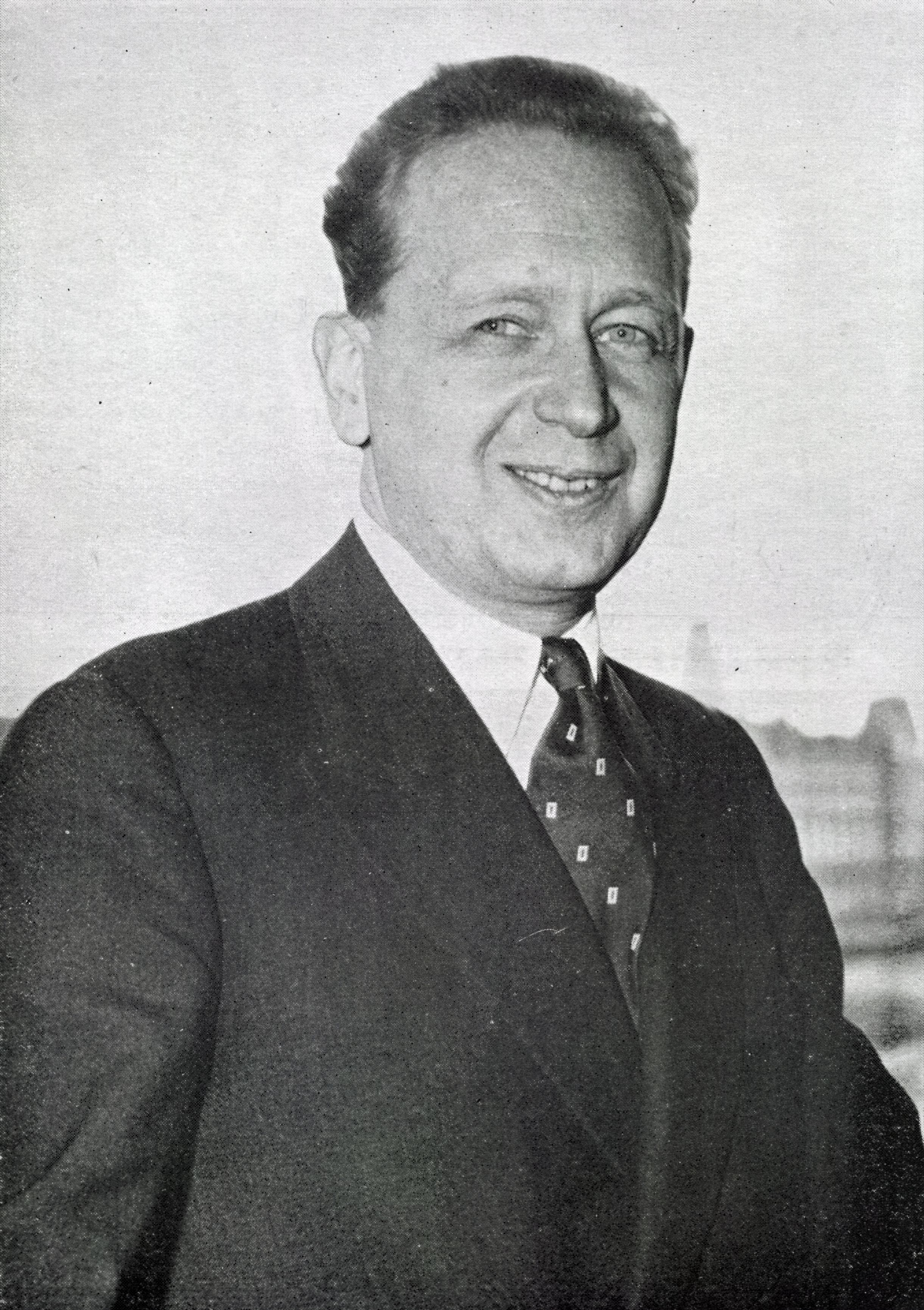
Dag Hammarskjöld negli anni '50

Dopo la morte di Hammarskjöld ci furono tre indagini ufficiali sulle circostanze che hanno portato allo schianto: quella del Rhodesian Board of Investigation, quella della Rhodesian Commission of Inquiry e l'indagine del United Nations Commission of Investigation.
Le tre inchieste ufficiali non riuscirono a determinare in modo definitivo la causa dell'incidente che ha portato alla morte di Hammarskjöld. Il Rhodesian Board of Investigation inviò circa 180 uomini a perquisire un'area di sei chilometri quadrati alla ricerca di prove sulla causa dell'incidente. Non fu trovata alcuna prova di una bomba, di un missile terra-aria o di un dirottamento. Nessuna prova di un crimine fu rinvenuta all'interno dell'aereo. Il Rhodesian Board concluse che il pilota volò troppo basso e colpì gli alberi, portando così l'aereo a terra.
I precedenti resoconti di un lampo luminoso nel cielo furono liquidati in quanto avvenuti troppo tardi la sera per aver causato l'incidente: in particolare, il rapporto delle Nazioni Unite ipotizzò che questi lampi potrebbero essere stati causati da esplosioni secondarie dopo l'incidente. Il sergente Harold Julien, che inizialmente è sopravvissuto allo schianto ma è morto giorni dopo, disse che c'era stata una serie di esplosioni che hanno preceduto l'incidente. L'inchiesta ufficiale ha però poi rilevato che le dichiarazioni dei testimoni che hanno parlato con Julien prima che morisse in ospedale cinque giorni dopo l'incidente erano incoerenti.
Il rapporto inoltre parlò di numerosi ritardi che avrebbero violato le procedure di ricerca e salvataggio corrette.
Il 16 marzo 2015, il Segretario Generale delle Nazioni Unite Ban Ki-moon ha nominato i membri di un gruppo di esperti indipendente per esaminare nuove informazioni relative alla tragedia. Il gruppo di tre membri è stato guidato da Mohamed Chande Othman, Presidente della Corte Suprema della Tanzania. Il rapporto è stato consegnato al segretario generale il 12 giugno 2015.

## Teorie alternative
Nonostante le molteplici inchieste ufficiali che non sono riuscite a trovare delle prove dell'assassinio, alcuni continuano a credere che la morte di Hammarskjöld non sia stata un incidente.
Al momento della morte di Hammarskjöld, le agenzie di intelligence degli Stati Uniti e dei suoi alleati erano attivamente coinvolti nella situazione politica in Congo, che culminò nel sostegno belga e statunitense alla secessione del Katanga e all'assassinio dell'ex primo ministro Patrice Lumumba. Il Belgio e il Regno Unito avevano un interesse nel mantenere il controllo su gran parte dell'industria del rame del paese durante la transizione congolese dal colonialismo all'indipendenza. Le preoccupazioni per la nazionalizzazione dell'industria del rame avrebbero potuto fornire un incentivo finanziario per rimuovere Lumumba o Hammarskjöld.
Il coinvolgimento di ufficiali britannici nel comandare le indagini iniziali, che hanno fornito molte delle informazioni sulle condizioni dell'aereo e sull'esame dei corpi, ha portato alcuni a suggerire che ci sia stato un conflitto di interessi.
Nel 1961, l'allora ambasciatore britannico in Etiopia, Denis Wright, stabilì nel suo rapporto annuale un collegamento tra la morte di Hammarskjöld e il rifiuto britannico di consentire a un aereo militare etiope di trasportare truppe destinate a unirsi alla missione delle Nazioni Unite sorvolando l'Uganda britannico. Il rifiuto è stato revocato solo dopo la morte del segretario generale. Un funzionario di un ufficio straniero ha poi affermato che non ci sono "scheletri" nell'armadio britannico, suggerendo che le dichiarazioni dell'ambasciatore dovrebbero essere rimosse dalla versione ufficiale del rapporto.
Il 19 agosto 1998 l'arcivescovo sudafricano Desmond Tutu dichiarò che lettere scoperte di recente avevano coinvolto nell'incidente l'MI5 britannico, la CIA americana e poi i servizi di intelligence sudafricani. Tutu affermò di non essere in grado di indagare sulla verità delle lettere o sulle accuse secondo cui le agenzie di intelligence sudafricane o occidentali hanno avuto un ruolo nell'incidente. Il ministero degli esteri britannico ha in seguito suggerito che potrebbero essere stati creati come disinformazione o disinformazione sovietica.
Il 29 luglio 2005, il maggiore generale norvegese Bjørn Egge rilasciò un'intervista al quotidiano Aftenposten sugli eventi che circondano la morte di Hammarskjöld. Secondo il generale Egge, che era stato il primo ufficiale delle Nazioni Unite a vedere il corpo, Hammarskjöld aveva un buco sulla fronte, e questo buco è stato successivamente aerografato dalle foto scattate al corpo. A Egge sembrava che Hammarskjöld fosse stato gettato dall'aereo e che erba e foglie nelle sue mani potessero indicare che era sopravvissuto allo schianto e che aveva tentato di scappare via dal luogo dell'incidente.
Secondo una dozzina di testimoni intervistati dall'operatore umanitario svedese Göran Björkdahl negli anni 2000, l'aereo di Hammarskjöld fu abbattuto da un altro aereo. Björkdahl ha esaminato i documenti di archivio precedentemente non disponibili e le comunicazioni interne delle Nazioni Unite e crede che ci sia stato un abbattimento intenzionale a vantaggio di compagnie minerarie come Union Minière. Un ufficiale dell'intelligence statunitense che era di stanza in una stazione di sorveglianza elettronica a Cipro dichiarò di aver sentito una registrazione dalla cabina di pilotaggio da Ndola, in cui un pilota parlava di avvicinarsi al DC-6 su cui viaggiava Hammarskjöld,  e poi le parole "l'ho colpito".
Nel 2011, lo studio di Susan Williams Who Killed Hammarskjold?, espresse diversi dubbi sul carattere accidentale dell'incidente aereo del 1961, portando alla creazione di una commissione indipendente d'inchiesta. Il rapporto della commissione fu presentato il 9 settembre 2013 al Palazzo della Pace dell'Aia. I suoi risultati hanno costituito la base per la costituzione di un gruppo di esperti e nel marzo 2015 la nomina di Mohamed Chande Othman alle Nazioni Unite a sostegno della Commissione Hammarskjöld.
Nell'aprile 2014, The Guardian pubblicò prove che riguardavano Jan van Risseghem, un pilota militare che prestò servizio con la RAF durante la seconda guerra mondiale, successivamente con l'aviazione belga, e che divenne noto come il pilota di Moise Tshombe nel Katanga. Un ulteriore articolo è stato pubblicato da The Guardian nel gennaio 2019, ripetendo le accuse contro van Risseghem e citando ulteriori prove scoperte dai creatori del documentario Cold Case Hammarskjöld.
Nel dicembre 2018, lo storico freelance tedesco Torben Gülstorff ha pubblicato un articolo sulla rivista Lobster, sostenendo che un Dornier DO-28A tedesco potrebbe essere stato utilizzato per l'attacco al DC-6 di Hammarskjöld.

## Memoriale

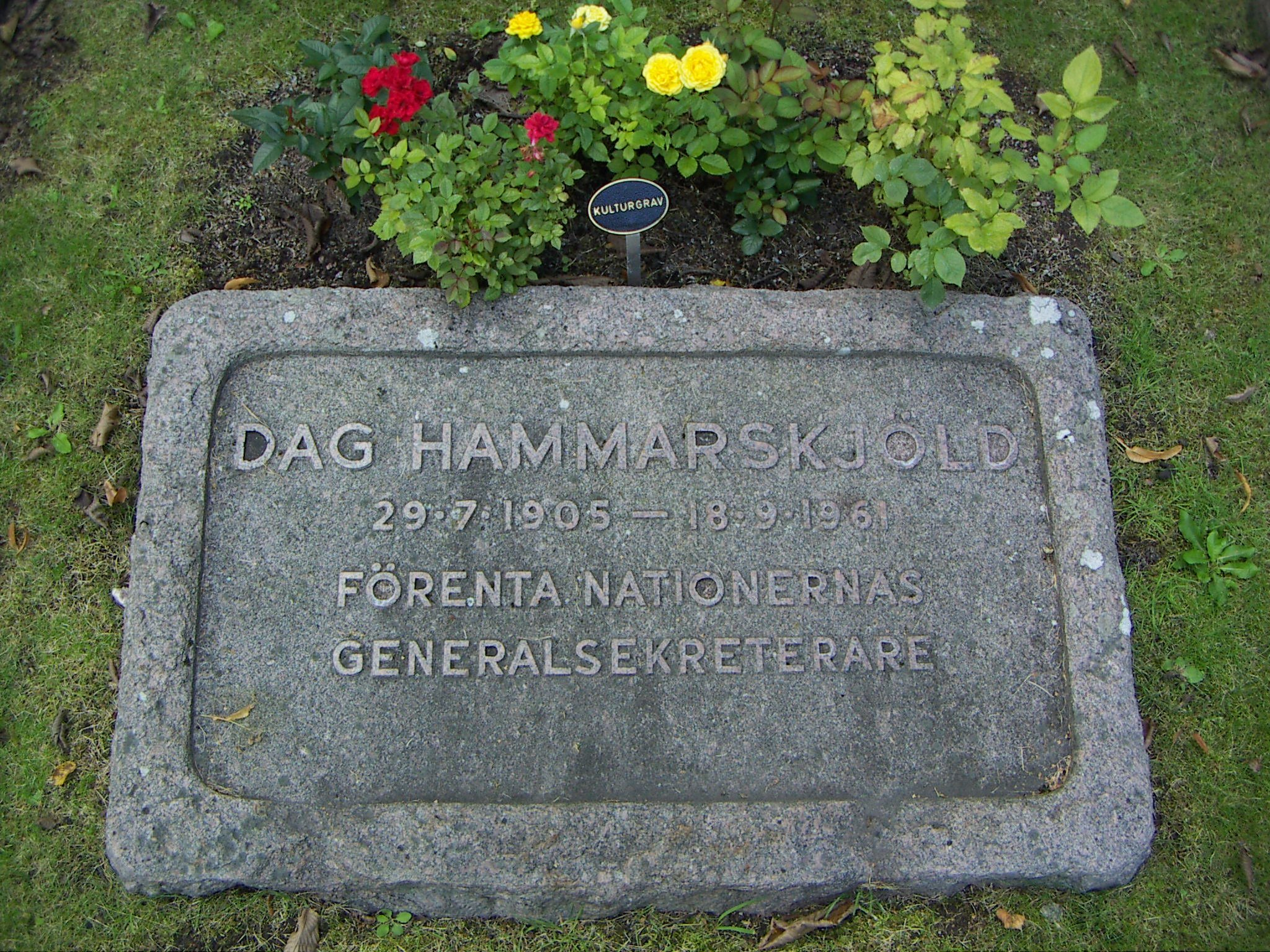
La tomba di Hammarskjöld a Uppsala

Il Dag Hammarskjöld Crash Site Memorial è allo studio per l'inclusione come sito del patrimonio mondiale dellUNESCO. In un comunicato stampa diffuso dal primo ministro della Repubblica del Congo si legge che "...per rendere omaggio a questo grande uomo, ormai scomparso dalle scene, e ai suoi colleghi, tutti vittime della spudorati intrighi delle grandi potenze finanziarie dell'Occidente... il Governo ha deciso di proclamare martedì 19 settembre 1961 giornata di lutto nazionale."

## L'incidente nei media
- L'incidente e le successive indagini sono stati descritti nel quinto episodio della quindicesima serie della serie di documentari Indagini ad alta quota intitolato Missione letale, trasmesso per la prima volta nel febbraio 2016.
- Nel film del 2016 The Siege of Jadotville, l'aereo di Hammarskjöld viene intercettato da un F-4 Phantom II.
- Il film del 2019 Cold Case Hammarskjöld descrive e drammatizza l'indagine sul presunto assassinio di Hammarskjöld da parte del regista danese Mads Brügger e dell'investigatore privato svedese Göran Björkdahl.